# Glorious Results of a Misspent Youth
Albums de Joan Jett and the Blackhearts
Album
(1983) I Need Someone
(1984)
Glorious Results of a Misspent Youth est le quatrième album de Joan Jett and the Blackhearts, sorti en 1984.

## Liste des chansons
| No  | Titre                    | Durée |
| --- | ------------------------ | ----- |
| 1.  | Cherry Bomb              | 2:35  |
| 2.  | I Love You Love Me Love  | 3:18  |
| 3.  | Frustrated               | 4:37  |
| 4.  | Hold Me                  | 3:11  |
| 5.  | Long Time                | 2:27  |
| 6.  | Talkin' Bout My Baby     | 3:37  |
| 7.  | I Need Someone           | 3:15  |
| 8.  | Love Like Mine           | 4:01  |
| 9.  | New Orleans              | 2:54  |
| 10. | Someday                  | 2:47  |
| 11. | Push and Stomp           | 3:03  |
| 12. | I Got No Answers         | 2:27  |
| 13. | Hide And Seek            |       |
| 14. | I Can't Control Myself   |       |
| 15. | Bird Dog                 |       |
| 16. | Talkin' Bout My Baby     |       |
| 17. | Bombs Away               |       |
| 18. | Cherry Bomb (remixer)    |       |
| 19. | I Need Someone (remixer) |       |